# Liste der Biografien/Seb
Liste der Biografien |
Portal Biografien |
Personensuche
# |
A |
B |
C |
D |
E |
F |
G |
H |
I |
J |
K |
L |
M |
N |
O |
P |
Q |
R |
S |
T |
U |
V |
W |
X |
Y |
Z |
?
 
Sa |
Sb |
Sc |
Sd |
Se |
Sf |
Sg |
Sh |
Si |
Sj |
Sk |
Sl |
Sm |
Sn |
So |
Sp |
Sq |
Sr |
Ss |
St |
Su |
Sv |
Sw |
Sy |
Sz
 
Sea |
Seb |
Sec |
Sed |
See |
Sef |
Seg |
Seh |
Sei |
Sej |
Sek |
Sel |
Sem |
Sen |
Seo |
Sep |
Seq |
Ser |
Ses |
Set |
Seu |
Sev |
Sew |
Sex |
Sey |
Sez
Die Liste der Biografien führt alle Personen auf, die in der deutschsprachigen Wikipedia einen Artikel haben. Dieses ist eine Teilliste mit 189 Einträgen von Personen, deren Namen mit den Buchstaben „Seb“ beginnt.

## Seb

### Seba
- Seba, Albert (1665–1736), deutsch-niederländischer Apotheker und Naturiensammler
- Seba, Süleyman (1926–2014), türkischer Fußballspieler und Fußballfunktionär
- Sebag Montefiore, Simon (* 1965), britischer Historiker, Journalist und AutorSimon Sebag Montefiore (* 1965)

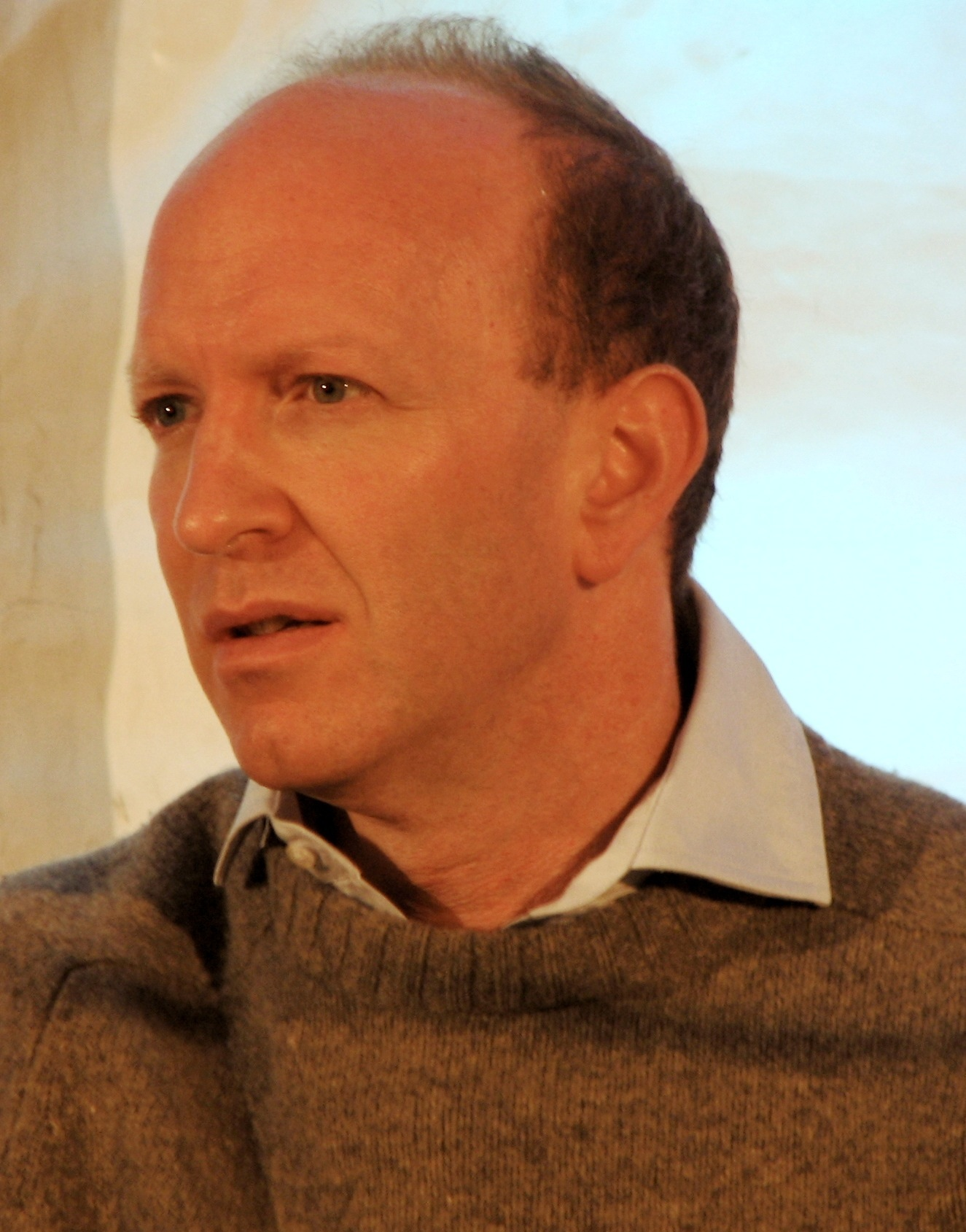
Simon Sebag Montefiore (* 1965)

- Sebag, Jean-Claude (* 1943), französischer Politiker und Anwalt
- Sebag, Julien (* 1976), französischer Mathematiker
- Sebag, Marie (* 1986), französische Schachspielerin
- Sebag, Michèle, französische Informatikerin und Forschungsdirektorin am CNRS
- Sebag, Paul (1919–2004), tunesisch-französischer Soziologe, Historiker und Journalist
- Sebag-Montefiore, Hugh (* 1955), britischer Schriftsteller
- Sebag-Montefiore, Joseph (1822–1903), britischer Bankier und Politiker
- Sébah, Pascal (1823–1886), Photograph und anerkannter Chronist des osmanischen Reiches
- Sebai, Senin (* 1993), ivorischer Fußballspieler
- Sebald, Alexander (* 1996), deutscher Fußballspieler
- Sebald, Amalie (1787–1846), deutsche Sängerin und Gesangslehrerin
- Sebald, Josef (1905–1960), deutscher Politiker (SPD), MdL Bayern
- Sebald, Katja, deutsche Kunsthistorikerin, Autorin, Journalistin, Kuratorin und Übersetzerin
- Sebald, Ole Kristian (* 1994), deutscher Basketballspieler
- Sebald, Oskar (1929–2017), deutscher Botaniker
- Sebald, Peter (1934–2018), deutscher Historiker
- Sebald, W. G. (1944–2001), deutscher Schriftsteller und Hochschullehrer der Germanistik
- Sebald, William J. (1901–1980), US-amerikanischer Marineoffizier und Diplomat
- Sebaldt, Christian (* 1958), deutscher Kameramann
- Sebaldt, Maria (1930–2023), deutsche SchauspielerinMaria Sebaldt (1930–2023)

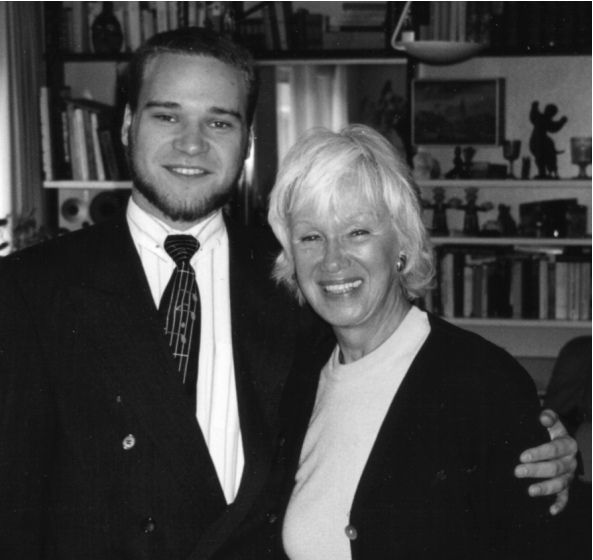
Maria Sebaldt (1930–2023)

- Sebaldt, Martin (* 1961), deutscher Politikwissenschaftler und Hochschullehrer
- Sebaldt, Wilhelm (1803–1872), deutscher Jurist und Regierungspräsident
- Sebaldus von Nürnberg, Einsiedler in der Gegend von Nürnberg
- Sebalter (* 1985), Schweizer Sänger
- Šeban, Andrej (* 1962), slowakischer Fusiongitarrist, Komponist, Sänger und Musikproduzent
- Sebanz, Natalie (* 1977), österreichische Kognitionswissenschaftlerin
- Sebarenzi, Joseph (* 1963), ruandischer Politiker und ehemaliger Parlamentspräsident des Landes
- Sebaste, Beppe (* 1959), italienischer Schriftsteller, Dichter, Übersetzer und Journalist
- Sebastià i Talavera, Jordi (* 1966), spanischer Politiker, MdEP
- Sebastian, Märtyrer, HeiligerSebastian

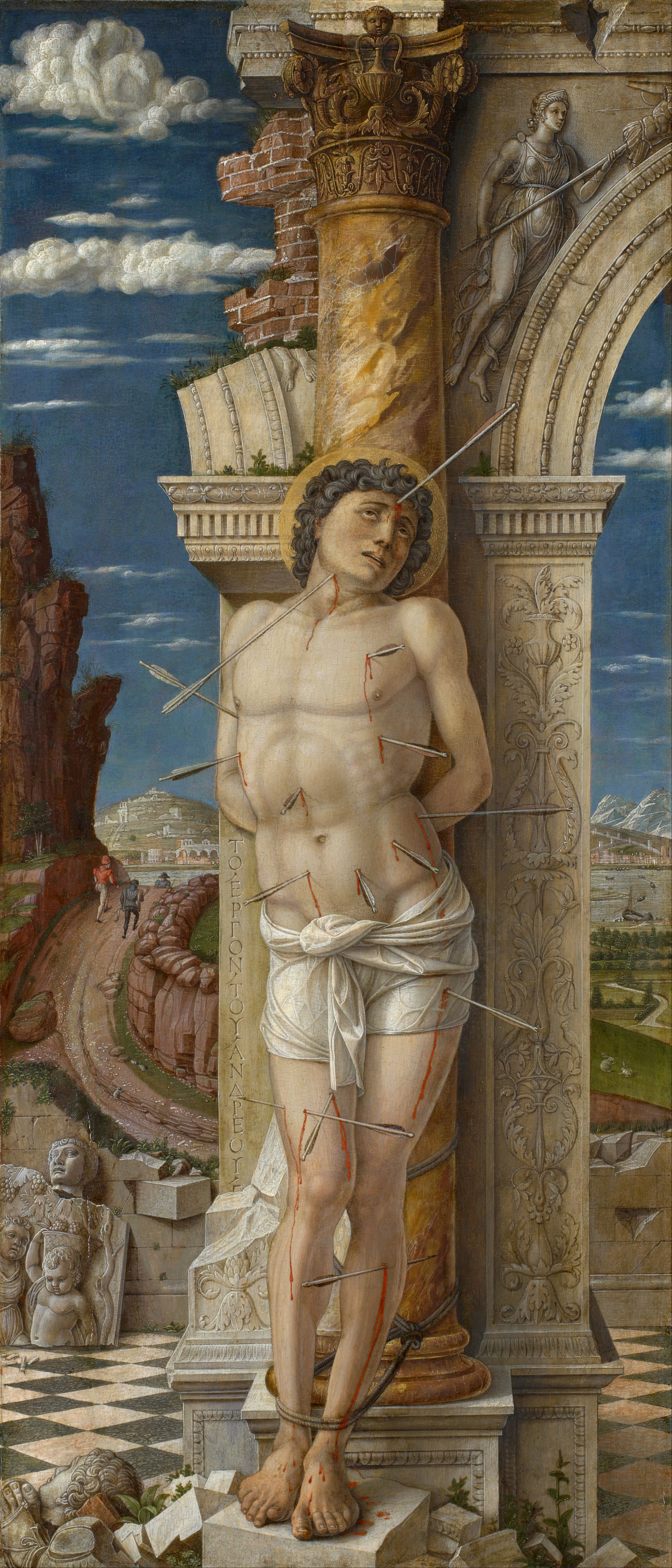
Sebastian

- Sebastian, wahrscheinlich Erzbischof von Gran (Esztergom)
- Sebastian (1554–1578), König von Portugal
- Sebastian (* 1977), US-amerikanischer Rapper
- SebastiAn (* 1981), französischer Electro-Musiker
- Sebastian 23 (* 1979), deutscher Slampoet und Comedian
- Sebastián Aguilar, Fernando (1929–2019), emeritierter Erzbischof von Pamplona
- Sebastian I. (1434–1490), Graf von Ortenburg
- Sebastian II. († 1559), deutscher Adliger aus dem Hause Ortenburg
- Sebastián Martínez, Miguel Ángel (* 1950), spanischer Ordensgeistlicher, römisch-katholischer Bischof von Sarh
- Sebastian von Felsztyn, polnischer Musiktheoretiker und Komponist
- Sebastian von Pötting (1628–1689), Fürstbischof von Passau
- Sebastian, Adalbert (1919–2004), österreichischer Politiker (SPÖ), Landtagsabgeordneter
- Sebastian, Adele (1956–1983), amerikanische Jazzmusikerin
- Sebastian, B. Tennyson II, Tonmeister
- Sebastian, Benedikt (* 1989), südafrikanischer Schauspieler, Drehbuchautor, Filmemacher, Musiker und Grafikdesigner
- Sebastian, Charles E. (1873–1929), US-amerikanischer Politiker
- Sebastian, Cuthbert (1921–2017), Generalgouverneur von St. Kitts und Nevis
- Sebastian, Dorothy (1903–1957), US-amerikanische Schauspielerin
- Sebastian, Guy (* 1981), australischer PopsängerGuy Sebastian (* 1981)

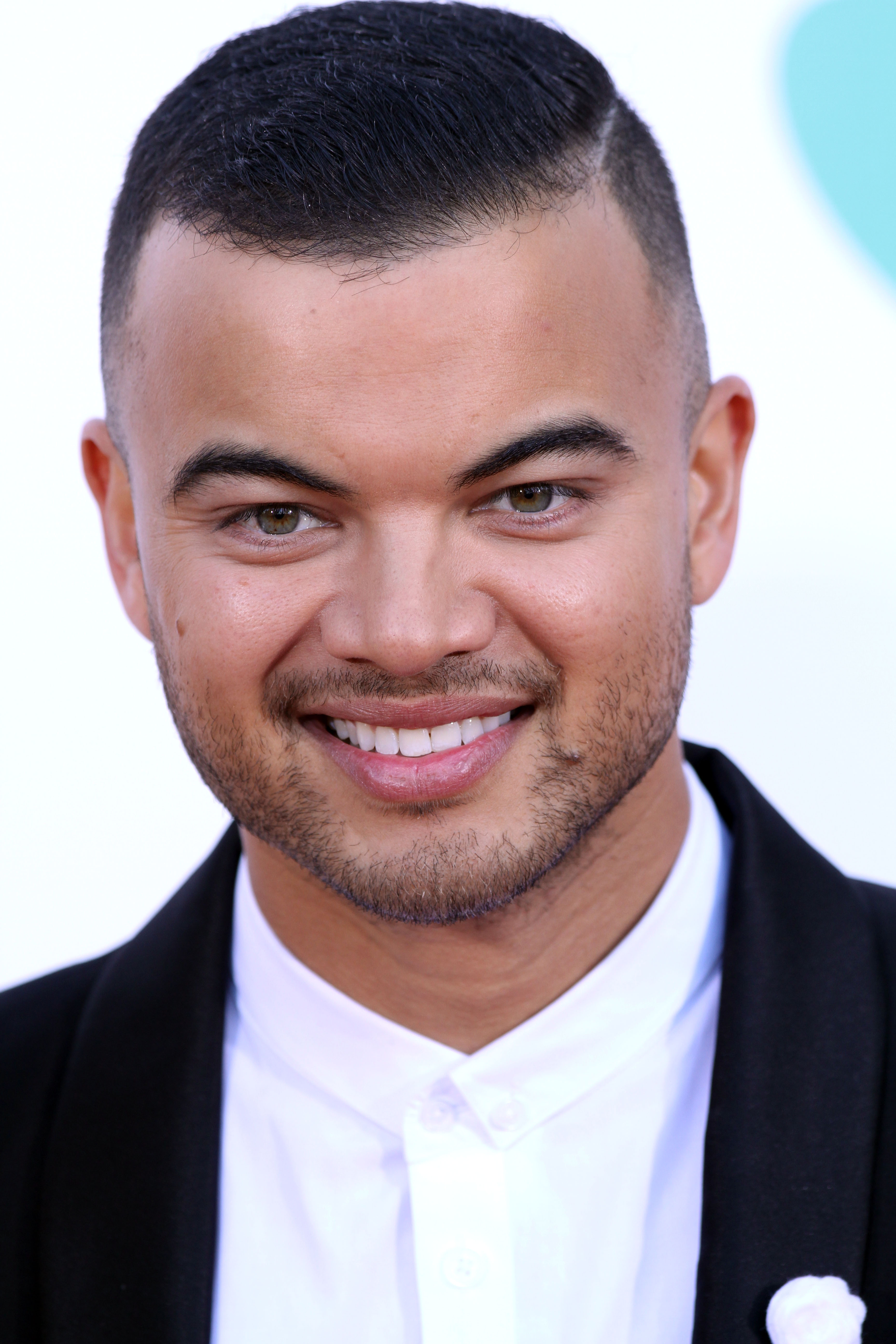
Guy Sebastian (* 1981)

- Sebastian, Horst (1928–1986), deutscher Zahnarzt und Standespolitiker
- Sebastian, Jana (* 1990), deutsche Fußballspielerin
- Sebastian, Jerome Aloysius Daugherty (1895–1960), US-amerikanischer römisch-katholischer Geistlicher, Weihbischof in Baltimore
- Sebastian, Johann Carl (1678–1756), deutscher Gold- und Silberschmied
- Sebastian, John (* 1944), US-amerikanischer Rockmusiker, Songschreiber und Mundharmonikaspieler
- Sebastian, Klaus (* 1952), deutscher Schriftsteller und Musiker
- Sebastian, Linus (* 1986), kanadischer YouTuber
- Sebastian, Ludwig (1800–1868), Bürgermeister und Abgeordneter
- Sebastian, Ludwig (1862–1943), Bischof von Speyer
- Sebastián, Mario (1926–2006), argentinischer Wasserballspieler
- Sebastián, Miguel (* 1957), spanischer Wirtschaftswissenschaftler und Politiker der sozialistischen Partei PSOE
- Sebastian, Mihail (1907–1945), rumänischer Schriftsteller
- Sebastian, Peter (* 1958), deutscher Sänger, Liedtexter, Musikproduzent und Rundfunkmoderator
- Sebastian, Sabine (* 1951), deutsche Schauspielerin, Synchronsprecherin, Dialogregisseurin und Synchronbuchautorin
- Sebastián, Santiago (1931–1992), spanischer Kunsthistoriker und Hochschullehrer
- Sebastian, Steffen, deutscher Wirtschaftswissenschaftler
- Sebastian, Suchitra, britische Physikerin
- Sebastian, Tim (* 1952), englischer Fernsehjournalist und Buchautor
- Sebastian, Tim (* 1984), deutscher Fußballspieler
- Sebastian, Tim (* 1995), deutscher Sportakrobat
- Sebastian, Toby (* 1992), britischer SchauspielerToby Sebastian (* 1992)

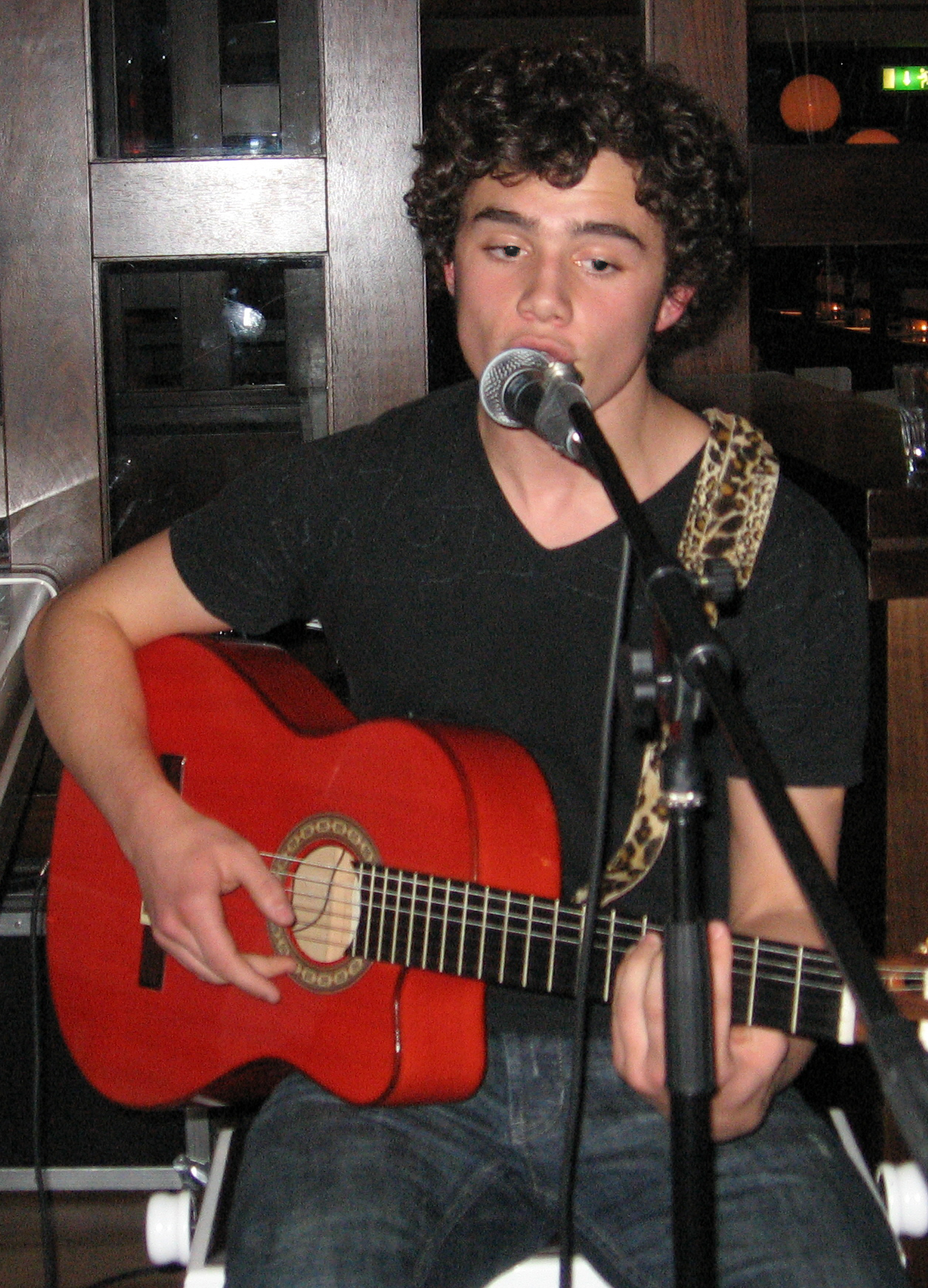
Toby Sebastian (* 1992)

- Sebastian, Wilhelm (1903–1978), deutscher Automobilrennfahrer und Rennmechaniker
- Sebastian, Wilhelm Josef (* 1944), deutscher Politiker (CDU), MdL, MdB
- Sebastian, William King (1812–1865), US-amerikanischer Jurist und Politiker
- Sebastiani Aguirre, Luis Abilio (1935–2020), peruanischer Ordensgeistlicher und römisch-katholischer Erzbischof von Ayacucho o Huamanga
- Sebastiani, André (* 1977), deutscher Autor, Skeptiker und Podcaster
- Sébastiani, Horace-François (1772–1851), französischer General, Diplomat, Staatsmann und Marschall von Frankreich
- Sébastiani, Jean-André-Tiburce (1786–1871), französischer General
- Sebastiani, Johann (1622–1683), deutscher Komponist von Kirchenmusik, Bühnenwerken sowie geistlichen und weltlichen Gesängen
- Sebastiani, Johann Christoph (1640–1704), deutscher Architekt des Barock und Hofbaumeister im Dienst der Trierer Kurfürsten
- Sebastiani, Pía (1925–2015), argentinische Pianistin und Musikpädagogin
- Sebastiani, Sebastiano († 1626), italienischer Bildhauer und Gießer
- Sebastiani, Sergio (1931–2024), italienischer Geistlicher, emeritierter Kurienkardinal der römisch-katholischen Kirche
- Sebastiani, Stefano (* 1942), italienischer Autorennfahrer
- Sebastianus († 413), Gegenkaiser im Westen des römischen Reiches (412–413)
- Sébastien de Luxembourg-Martigues († 1569), französischer Adliger, Gouverneur von Bretagne
- Sébastien von Luxemburg (* 1992), luxemburgischer Prinz, Prinz von Nassau und Bourbon-Parma
- Sebastini, Franz Anton, mährischer Barockmaler und Freskant
- Sebauer, Johanna (* 1988), österreichische SchriftstellerinJohanna Sebauer (* 1988)

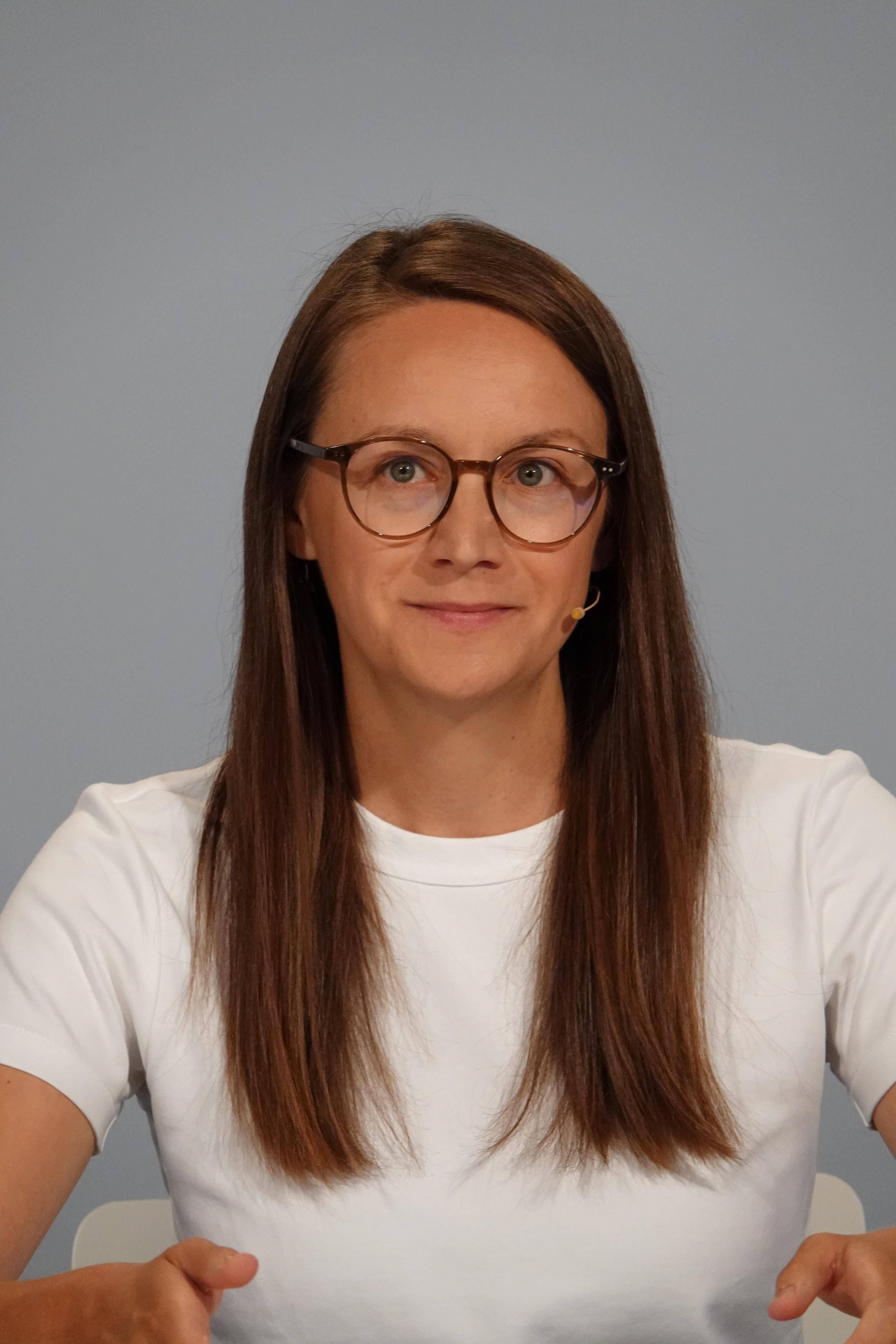
Johanna Sebauer (* 1988)

### Sebb
- Sebb, Volkmar (1942–2012), deutscher Fotograf, Maler und Objektkünstler
- Sebba, Gregor (1905–1985), US-amerikanischer Ökonom und Philosoph
- Sebba, Shalom (1897–1975), deutsch-israelischer Maler und Grafiker
- Sebba, Yehuda (1882–1959), deutsch-israelischer Jurist
- Sebbar, Leïla (* 1941), algerisch-französische Schriftstellerin
- Sebbat, Haithem (* 1997), algerischer Leichtathlet
- Sebbers, Ludwig (* 1804), deutscher Porträt- und Porzellanmaler und Lithograf
- Sebbi, König von Essex

### Sebe
- Sebe, Lennox (1926–1994), südafrikanischer Politiker
- Sebe, Naima (* 1992), deutsche Schauspielerin
- Sebe, Tshamano (* 1960), südafrikanischer Schauspieler
- Sebek, Franz (1901–1943), österreichischer Widerstandskämpfer, KPÖ-Funktionär und NS-Opfer
- Šebek, Jaroslav (* 1970), tschechischer zeitgeschichtlicher Historiker
- Šebek, Josef (* 1888), böhmischer Tennisspieler
- Sebek, Rosemarie Philomena (* 1939), österreichische Autorin und Malerin
- Šebek, Stanislav (1925–1984), tschechischer Komponist und Musikpädagoge
- Sebek, Venci (* 1963), US-amerikanischer Eishockeyspieler
- Sebekovsky, Wilhelm (1906–1981), tschechoslowakisch-deutscher Politiker (SdP), Jurist und Regierungspräsident
- Sebel (* 1980), deutscher Singer-Songwriter, Rockmusiker und FotografSebel (* 1980)

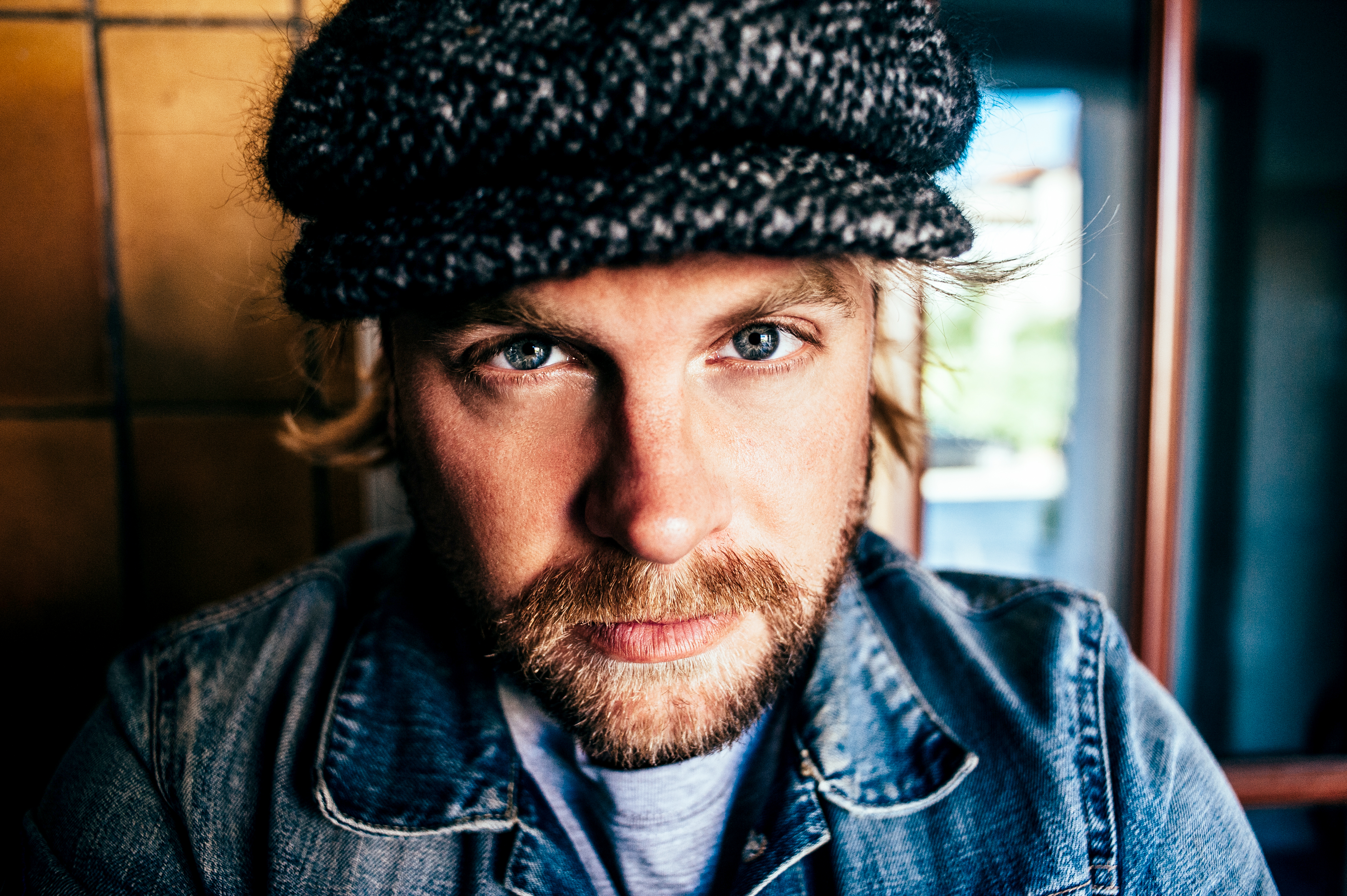
Sebel (* 1980)

- Sebele, Tsaone (* 1993), botswanische Sprinterin
- Sebelius, Kathleen (* 1948), US-amerikanische Politikerin
- Sebelius, Keith (1916–1982), US-amerikanischer Politiker
- Sebeljan, Robert (* 1984), armenischer Fußballspieler
- Šebelka, Jan (* 1951), tschechischer Journalist und Schriftsteller
- Šebenik, Jože (1937–2009), jugoslawischer Radrennfahrer
- Šebenik, Matej (* 1983), slowenischer Schachspieler
- Šebenik, Robert (* 1965), jugoslawischer Radrennfahrer
- Sebeok, Thomas (1920–2001), US-amerikanischer Semiotiker, Professor für Semiotik
- Sebeos, armenischer Bischof und Historiker
- Seber, Carl (1883–1945), deutscher Offizier der Luftwaffe
- Seberg, Gregor (* 1967), österreichischer SchauspielerGregor Seberg (* 1967)

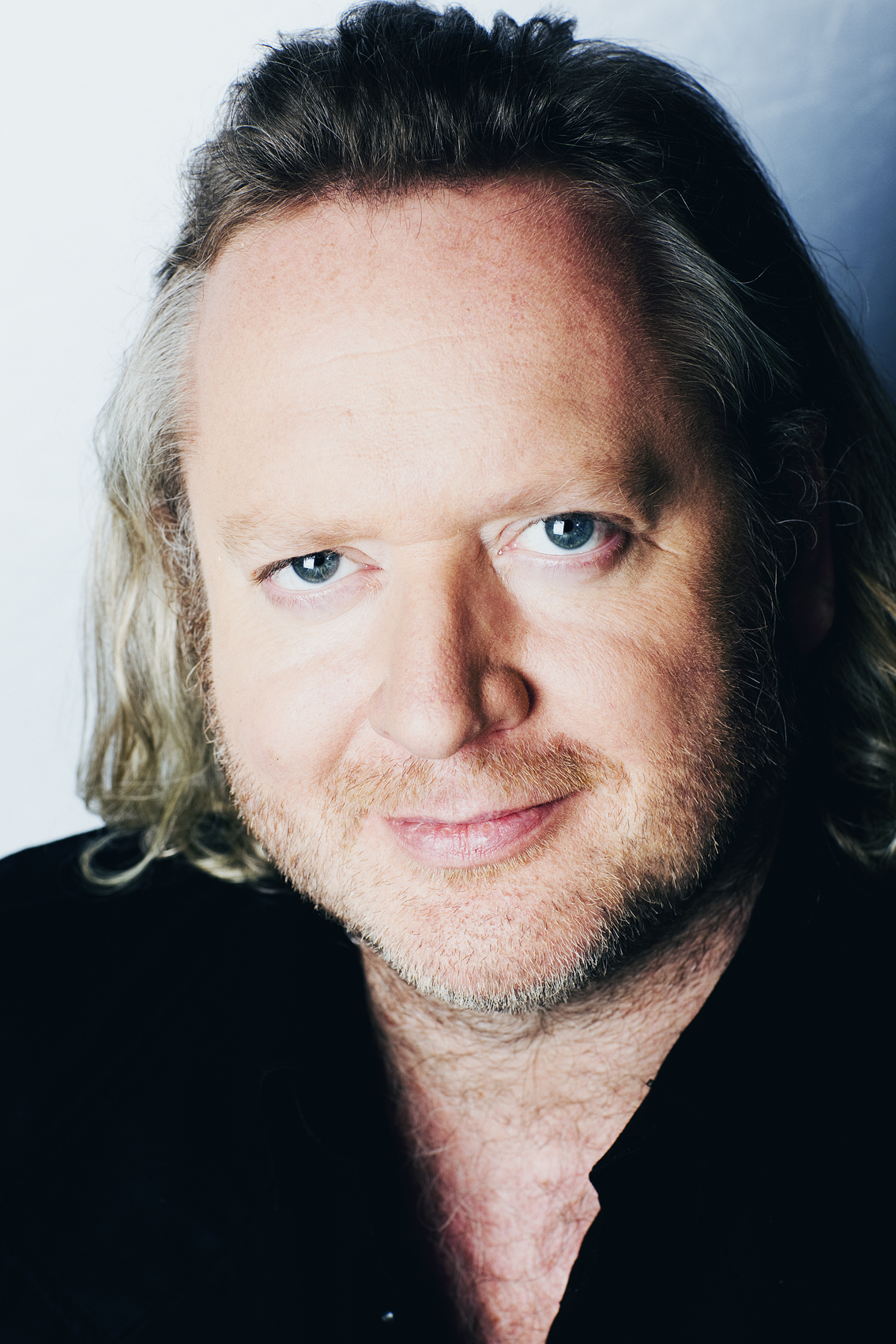
Gregor Seberg (* 1967)

- Seberg, Jean (1938–1979), US-amerikanische Schauspielerin
- Sébergué, Moumi (* 1977), tschadischer Leichtathlet
- Seberini, Gustav Adolf (1816–1890), österreichisch-ungarischer Theologe und Politiker
- Seberry, Jennifer (* 1944), australische Mathematikerin, Informatikerin und Hochschullehrerin
- Sebert, Anton, französischer Fechtmeister
- Sebert, Günter (* 1948), deutscher Fußballspieler und -trainer
- Sebert, Hippolyte (1839–1930), Wissenschaftler und Offizier der französischen Armee
- Sebes, Gusztáv (1906–1986), ungarischer Fußballspieler und -trainerGusztáv Sebes (1906–1986)

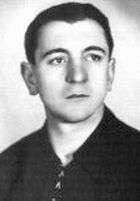
Gusztáv Sebes (1906–1986)

- Sebes, Pieter Willem (1827–1906), niederländischer Genre- und Porträtmaler
- Sebescen, Zoltan (* 1975), deutscher Fußballspieler
- Sebesky, Don (1937–2023), US-amerikanischer Jazz- und Filmmusiker
- Šebesta, Filip (* 1995), tschechischer Dartspieler
- Šebestová, Ivana (* 1979), slowakische Regisseurin
- Šebestová, Ivana (* 2001), tschechische Tennisspielerin
- Sebestyén, Ernő (* 1940), ungarischer Violinist
- Sebestyén, György (1930–1990), ungarisch-österreichischer Autor
- Sebestyén, János (1931–2012), ungarischer Organist, Cembalist und Musikpädagoge
- Sebestyén, Júlia (* 1981), ungarische Eiskunstläuferin
- Sebestyén, Márta (* 1957), ungarische Volksliedsängerin
- Sebestyen, Victor (* 1956), britischer Journalist und Historiker
- Šebetić, Luka (* 1994), kroatischer Handballspieler

### Sebi
- Sebić, Milenko (* 1984), serbischer Sportschütze
- Sebiger, Heinz (1923–2016), deutscher Ökonom und Unternehmer
- Sébilleau, Jean (1902–1961), französischer Autorennfahrer
- Sebilleau, Pierre (1912–1976), französischer Botschafter
- Sébillet, Thomas (1512–1589), französischer Dichter, Poetiker und Romanist
- Sébillot, Paul (1843–1918), französischer Erzählforscher, Maler und Schriftsteller
- Sebinger, Hans (1898–1981), österreichischer Beamter und Politiker (ÖVP), Abgeordneter zum Nationalrat
- Sébire, Chantal (1955–2008), französische Verfechterin der Sterbehilfe

### Sebo
- Šebo, Filip (* 1984), slowakischer Fußballspieler
- Sebők, Balázs (* 1994), ungarischer Eishockeyspieler
- Sebők, György (1922–1999), ungarischer Pianist und Klavierpädagoge
- Sebők, Klára (* 1942), rumänische Schauspielerin ungarischer Herkunft
- Sebők, Vilmos (* 1973), ungarischer Fußballspieler und -trainer
- Sebők-Szalay, Éva (1949–2011), ungarische Volleyballspielerin und -trainerin
- Seboka, Mulu (* 1984), äthiopische Marathonläuferin
- Seboka, Tafese (* 1993), äthiopischer Leichtathlet
- Sebold, Alice (* 1963), US-amerikanische AutorinAlice Sebold (* 1963)

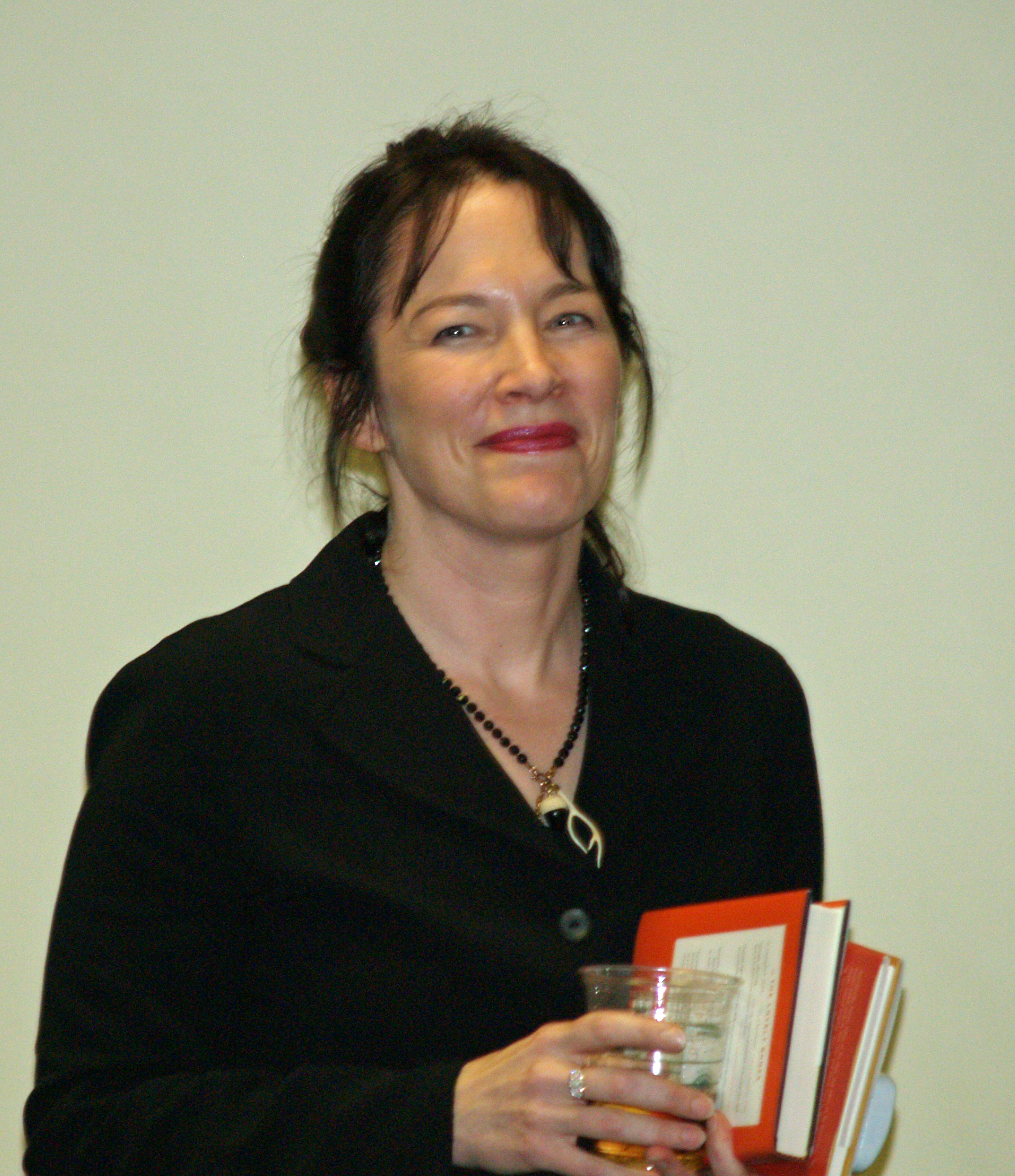
Alice Sebold (* 1963)

- Sebold, Russell P. (1928–2014), US-amerikanischer Romanist und Hispanist
- Sebold, William (1899–1970), Doppelagent
- Sebon, Karl-Bernhard (1935–1994), deutscher Flötist
- Šebor, Karel (1843–1903), tschechischer Komponist
- Seboth, Ronald (* 1955), österreichischer Schauspieler und Theaterregisseur
- Sebott, Reinhold (* 1937), deutscher Theologe und Professor für Kirchenrecht
- Sebottendorf van der Rose, Karl Philipp (1740–1818), k.k. Feldmarschall-Lieutenant
- Sebottendorf, Damian von (1519–1585), deutscher Hofrat, Reichspfennigmeister im Ober- und Niedersächsischen Reichskreis
- Sebottendorf, Rudolf von (1875–1945), deutscher antisemitischer Okkultist und Verleger
- Sebottendorff, Carl Abraham von (1710–1771), preußischer Landrat
- Sebottendorff, Ludwig Heinrich von († 1702), kursächsischer Kammerherr und Hauptmann
- Sebov, Katherine (* 1999), kanadische Tennisspielerin
- Šebová, Eva (* 1988), slowakische Biathletin
- Šebová, Zuzana (* 1982), slowakische Schauspielerin

### Sebr
- Sebree, Edmund (1898–1966), US-amerikanischer Offizier, Generalmajor der US-Army
- Šebrek, Krunoslav (* 1982), kroatisch-schweizerischer Schauspieler
- Sebrî, Osman (1905–1993), kurdischer Politiker, Dichter und Autor
- Sebring, Jay (1933–1969), amerikanischer Friseur
- Šebrle, Roman (* 1974), tschechischer Zehnkämpfer und Olympiasieger
- Sebrowa, Irina (1914–2000), sowjetische Bomberpilotin
- Sebrowski, Sabine (* 1951), deutsche Speerwerferin

### Sebu
- Sebuda, Ehefrau von Joschija, König des Reiches Juda und Mutter des Königs Jojakim
- Sebüktigin († 997), türkischer Militärsklave, eigentlicher Gründer der Ghaznawiden-Dynastie
- Sebul, Beauftragter des Königs Abimelech
- Sebulonsen, Sebastian (* 2000), norwegischer FußballspielerSebastian Sebulonsen (* 2000)

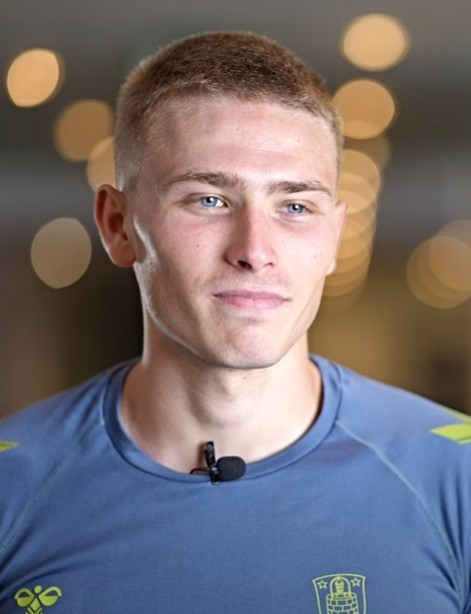
Sebastian Sebulonsen (* 2000)

- Sebus, Johanna (1791–1809), deutsche Lebensretterin
- Sebus, Ludwig (* 1925), deutscher Sänger
- Sebutinde, Julia (* 1954), ugandische Juristin

### Seby
- Sebyani, Meshal al- (* 2001), saudi-arabischer Fußballspieler